# Петроцца, Милле
Ми́ланд «Ми́лле» Петро́цца (нем. Miland «Mille» Petrozza; род. 18 декабря 1967, Эссен, ФРГ) — немецкий музыкант, сооснователь, бессменный лидер, гитарист и вокалист трэш-метал-группы Kreator, основанной в 1982 году в Эссене под названием Tormentor.

## Биография
Родился в семье итальянских эмигрантов. Начал свою музыкальную карьеру в школьной группе Tyrant. В 1994 году Милле Петроцца стал одним из участников интернациональной треш-метал группы Voodoocult, основанной Филипом Боа, наряду с такими известными музыкантами, как Чак Шульдинер и Дэйв Ломбардо. В 2002 году вместе с Томасом Линдбергом Петроцца внес свой вклад в вокальную составляющую титульника Dirty Coloured Knife израильской метал-группы Nail Within и  Nighthawk альбома Divine Blasphemies немецкой группы Desaster.
Миланд имеет большую коллекцию гитар, в том числе Jackson King V и Randy Rhoads, ESP V, на которой он обычно играет на концертах. Также у него есть именная модель гитары X Series Jackson Mille Phobia King V. На концертах периода 1994—2000 годов играл на Gibson Les Paul.
На фестивале Wacken 2012 Милле выступил с группой Volbeat в качестве гостевого вокалиста, исполнив песню «7 Shots».
Является веганом.